# Fagonia pachyacantha
Fagonia pachyacantha är en pockenholtsväxtart som beskrevs av Per Axel Rydberg. Fagonia pachyacantha ingår i släktet Fagonia och familjen pockenholtsväxter. Inga underarter finns listade i Catalogue of Life.